# Lahcen Majdi
Lahcen Majdi, né le 3 novembre 1970 à Casablanca, est un joueur français de tennis en fauteuil roulant.

## Carrière
Lahcen Majdi participe aux Jeux paralympiques d'été de 2004 et aux Jeux paralympiques d'été de 2008 ; il est lors de ces premiers Jeux médaillé d'argent en double messieurs avec Michaël Jeremiasz.
Il a été vice-champion de monde par équipe en 2006 et 2008.

## Palmarès

### Jeux paralympiques
- médaillé d'argent en double messieurs en 2004 avec Michaël Jeremiasz